# Colonia Concordia
Colonia Concordia est une ville de l'Uruguay située dans le département de Soriano. Sa population est de 55 habitants.

## Infrastructure
La route 21e se trouve à l'est de la ville.

## Population
| Année | Population |
| ----- | ---------- |
| 1963  | –          |
| 1975  | –          |
| 1985  | –          |
| 1996  | 47         |
| 2004  | 55         |

Référence,: